# CRK
CRK (англ. CRK proto-oncogene, adaptor protein) – білок, який кодується однойменним геном, розташованим у людей на короткому плечі 17-ї хромосоми. Довжина поліпептидного ланцюга білка становить 304 амінокислот, а молекулярна маса — 33 831.
| 10         |  | 20         |  | 30         |  | 40         |  | 50         |
| ---------- |  | ---------- |  | ---------- |  | ---------- |  | ---------- |
| MAGNFDSEER |  | SSWYWGRLSR |  | QEAVALLQGQ |  | RHGVFLVRDS |  | STSPGDYVLS |
| VSENSRVSHY |  | IINSSGPRPP |  | VPPSPAQPPP |  | GVSPSRLRIG |  | DQEFDSLPAL |
| LEFYKIHYLD |  | TTTLIEPVSR |  | SRQGSGVILR |  | QEEAEYVRAL |  | FDFNGNDEED |
| LPFKKGDILR |  | IRDKPEEQWW |  | NAEDSEGKRG |  | MIPVPYVEKY |  | RPASASVSAL |
| IGGNQEGSHP |  | QPLGGPEPGP |  | YAQPSVNTPL |  | PNLQNGPIYA |  | RVIQKRVPNA |
| YDKTALALEV |  | GELVKVTKIN |  | VSGQWEGECN |  | GKRGHFPFTH |  | VRLLDQQNPD |
| EDFS       |  |            |  |            |  |            |  |            |

A: Аланін

C: Цистеїн

D: Аспарагінова кислота

E: Глутамінова кислота

F: Фенілаланін

G: Гліцин

H: Гістидин

I: Ізолейцин

K: Лізин

L: Лейцин

M: Метіонін

N: Аспарагін

P: Пролін

Q: Глутамін

R: Аргінін

S: Серин

T: Треонін

V: Валін

W: Триптофан

Кодований геном білок за функцією належить до фосфопротеїнів. 
Задіяний у таких біологічних процесах, як ацетилювання, альтернативний сплайсинг. 
Локалізований у клітинній мембрані, цитоплазмі, мембрані.